# Pfitzinger-Reaktion
Die Pfitzinger-Reaktion oder Pfitzinger-Borsche-Reaktion bezeichnet die Synthese von Chinolin-4-carbonsäuren aus Isatin und einer Carbonylverbindung unter Einwirkung von Base. Sie geht auf die deutschen organischen Chemiker Wilhelm Pfitzinger (Universität Leipzig, 1886, 1888) und Walther Borsche (1877–1950; Georg-August-Universität Göttingen, 1914) zurück.
Es wurden einige Übersichtsartikel veröffentlicht.

## Reaktionsmechanismus
Die Reaktion von Isatin mit einer Base wie Kaliumhydroxid hydrolysiert die Amidbindung und gibt die Ketosäure 2. Dieses Intermediat kann isoliert werden, im Allgemeinen wird dies aber umgangen. Ein Keton oder Aldehyd (R1 = H) kondensiert daraufhin mit dem Anilin zum Imin 3, das mit dem Enamin 4 im Gleichgewicht liegt, in einer Cyclokondensation entsteht daraufhin das Chinolin 5.

## Halberkann-Variante
Die Reaktion von N-Acylisatinen mit Base liefert 2-Hydroxychinolin-4-carbonsäuren. Der deutsche Apotheker Philipp Josef Halberkann (1880–1952) entdeckte diese Reaktionsvariante.